# Јелена Митровић
Јелена Митровић (Београд, 1977) српска је филмска продуценткиња и универзитетска професорка.

## Биографија
Дипломирала је на катедри за Филмску и ТВ продукцију Факултета драмских уметности.
Учествовала је на филмској радионици Интернационалног филмског фестивала у Торину као и на другим фестивалима.
Власница је продуцентске куће Баш Челик.
Ванредни је професор на Факултету драмских уметности.
Неколико филмова које је продуцирала освојили су светске филмске награде.
Супруг јој је филмски редитељ и универзитетски професор Срдан Голубовић.

## Филмографија
- „Звезда“ (2002, редитељка: Марина Абрамовић)
- „Дестриктед-Балкан Еротик Епик“ (2006, редитељка: Марина Абрамовић, део омнибус филма)
- „Клопка“ (2007, редитељ: Срдан Голубовић)
- „Живот и смрт порно банде“ (2009, редитељ: Младен Ђорђевић)
- „Кењац“ (2009, редитељ: Антонио Нуић)
- „Словенка“ (2009, редитељ: Дамјан Козоле)
- „Беса“ (2009, редитељ: Срђан Карановић)
- „Жена са сломљеним носем“ (2010, редитељ: Срђан Кољевић)
- „Мила тражи Сениду“ (2010, редитељ: Роберт Зубер)
- „Стање шока“ (2011, редитељ: Андреј Кошак)
- „Клип“ (2012, редитељка: Маја Милош)
- „Рабитланд“, кратки анимирани филм  (2013, редитељи: Никола Мајдак и Ана Недељковић)
- „Кругови“ (2013, редитељ: Срдан Голубовић)
- „Срце месара“ (2015, редитељ: Антонио Нуић)
- „Хотел двојка“, документарни дугометражни филм (2016, редитељ: Марко Мамузић)
- „Војници, Прича из Ферентарија“ (2017, редитељка: Ивана Младеновић)
- „I am Frank“ (2019, редитељ Метод Певец)
- „Отац“ (2020, редитељ: Срдан Голубовић)
- „Reconciliation“, документарни филм (2021, редитељ: Марија Зидар)
- „Мочвара”, ТВ серија (2021)
- „Блок 27”, ТВ серија (2022)